# Aurillac Football Club
L'Aurillac Football Club est un club français de football fondé en 1953 et basé à Aurillac dans le Cantal.
L'équipe fanion évolue en Régional 1 depuis la saison 2022-2023 après sa relégation de National 3.

## Histoire
Le club est fondé le 24 mai 1953 sous le nom de Sporting Club Aurillacois. 
Après la saison 1954-1955, le club monte en Promotion d'Honneur. 
Durant la saison 1970-1971, il est renommé Aurillac Football Club AFC.
À l'issue de la saison 1978-1979, le club monte en Division 4. 
Relégable à la fin de la saison 1985-1986, le club est repêché grâce à sa meilleure affluence en moyenne par match.
Durant la saison 1986-1987, l'équipe fusionne avec la Géraldienne, devenant l'Association Football Club Aurillac (AFCA).  
Au cours de la saison 1987-1988, l'équipe parvient jusqu'en 16es de finale de la Coupe de France et termine 10e de Division 4.
À la fin de la saison 1989-1990, l'équipe termine 3e de Division 4.  
Lors de la saison 1994-1995, l'AFCA accède à la National 2 et remporte la phase finale du championnat de France de National 3 en battant le RC Lédonien (2-0) en quart de finale, le FC Sens (3-0) en demi-finale et la réserve de l'AS Red Star (4-2) en finale.  
Durant la saison 1996-1997, en plus de terminer 3e de National 2, le club arrive jusqu'en 16es de finale de la Coupe de France. 
En 1997-1998, le championnat de N2 devient le CFA, et l'équipe change son nom qui devient Aurillac Football Cantal Auvergne. 
L'équipe termine 5e du CFA, tout comme la saison suivante, au cours de laquelle Aurillac parvient en 32e de finale de la Coupe de France où il perd face à l'AS Cannes. 
En 1999-2000, l'équipe est 7e du CFA groupe C. 
Quatrième du CFA groupe C en 2000-2001, Aurillac élimine Saint-Étienne en Coupe de France au 7e tour (3-1) en 2002-2003, termine 9e du groupe C en 2003-2004 et 4e du groupe D en 2004-2005. 
Au cours de la saison 2005-2006, Aurillac échoue au 5e tour de la Coupe de France, mais se maintient en CFA pour la saison suivante. 
En 2011, l'équipe est reléguée en CFA2. 
Durant l'année 2013, le club fusionne avec l'ES Arpajon et change son nom en Football Club Aurillac Arpajon Cantal Auvergne. Il évolue en National 3 (ex-CFA 2) de 2011 à 2022.
Fin avril 2021, le club change une nouvelle fois de nom pour devenir l'Aurillac Football Club.
Printemps 2022, le club descend en Régional 1.

## Palmarès
- Champion de France de National 3 (D5) : 1995
- Champion DH Auvergne : 1979

## Entraîneurs
- 1977-1985 :  Slobodan Milosavljević
- 1992-1994 :  Jean-Claude Dubouil
- 1994-1999 :  Thierry Oleksiak
- 1999-2001 :  Andrzej Szarmach
- 2002-mai 2008 :  Thierry Oleksiak
- 2008-févr. 2011 :  Thierry Droin
- 2014-2016 :  Alain Larvaron
- 2016-fév. 2020 :  Olivier Clavière
- fév. 2020-mai 2020 :  Fabien Pujo
- 2020-2024 :  Freddy Morel

## Logos

Ancien logo du Aurillac FCA
Logo jusqu'en avril 2021
Logo depuis avril 2021.